# 世田谷区立富士中学校
世田谷区立富士中学校（せたがやくりつふじちゅうがっこう）とは、東京都世田谷区代沢1丁目にある中学校。

## 著名な卒業生
- 喜瀬浩（アナウンサー）
- KenKen[1]（ベーシスト）
- 本多たけし（キーボーディスト、レコーディング・エンジニア）
- 入野自由 (声優、俳優、歌手)